# Unified Modeling Language
Unified Modeling Language (UML, zunifikowany język modelowania) – język pół-formalny wykorzystywany do modelowania różnego rodzaju systemów, stworzony przez Grady’ego Boocha, Jamesa Rumbaugha oraz Ivara Jacobsona, obecnie rozwijany przez Object Management Group.

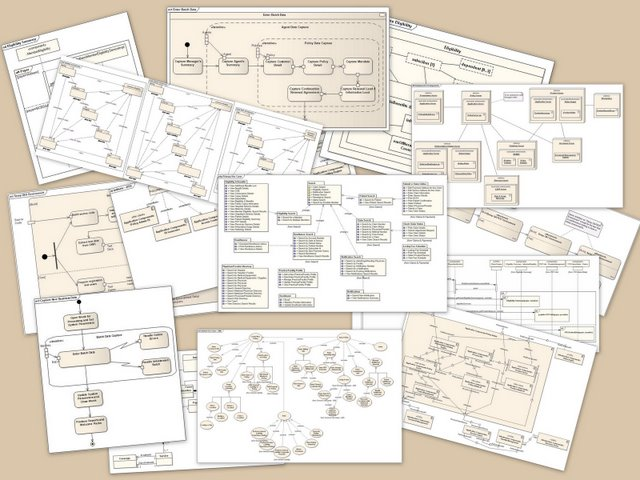
Przykładowe diagramy UML

Służy do modelowania dziedziny problemu (opisywania-modelowania fragmentu istniejącej rzeczywistości – na przykład modelowanie tego, czym zajmuje się jakiś dział w firmie) – w przypadku stosowania go do analizy oraz do modelowania rzeczywistości, która ma dopiero powstać – tworzy się w nim głównie modele systemów informatycznych. UML jest przeważnie używany wraz ze swoją reprezentacją graficzną – jego elementom przypisane są odpowiednie symbole wiązane ze sobą na diagramach.
UML jest oficjalnie zdefiniowany przez Object Management Group (OMG) w tzw. metamodelu UML – Meta-Object Facility (MOF). Jak inne specyfikacje bazujące na Meta-Object Facility, metamodel UML i modele UML mogą być serializowane (zapisywane) w języku XML Metadata Interchange (XMI), opartym na standardzie XML. Choć UML był zaprojektowany, by definiować, wizualizować, konstruować i dokumentować systemy kładące nacisk na oprogramowanie, nie jest on ograniczony do modelowania oprogramowania. UML jest używany także do modelowania procesów biznesowych, inżynierii systemów i reprezentowania struktur organizacyjnych. Systems Modeling Language (SysML, Język Modelowania Systemów) jest językiem modelowania dla specyficznych zagadnień inżynierii systemów, zdefiniowanym jako profil UML 2.0. W UML-u do opracowywania formalnych ograniczeń można wykorzystać także język Object Constraint Language (OCL) opracowany pierwotnie przez IBM.

## Historia UML

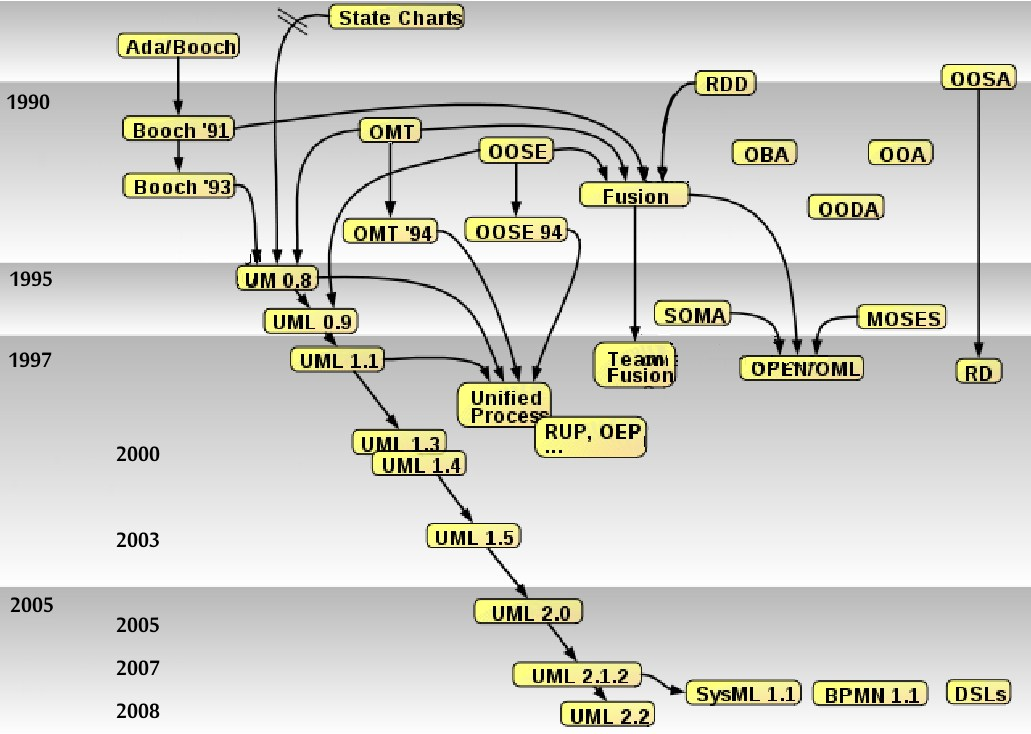
Historia notacji w analizie i modelowaniu obiektowym

Modelowanie obiektowe pojawiło się w latach 70. XX wieku w odpowiedzi na powstające języki programowania obiektowego (Simula, Smalltalk i Ada). W latach 90. istniało ponad 50 metod obiektowych. Wielu użytkowników miało problem ze znalezieniem języka modelowania odpowiadającego ich potrzebom. Opracowano metody nowej generacji, ale tylko kilka z nich zyskało uznanie. Były to: Metoda Boocha, Object-Oriented Software Engineering (OOSE) oraz Object Modeling Technique (OMT). Powstały także metody Fusion, Shlaera-Mellora i Coada-Yourdona. Każda z tych metod miała wady i zalety, nadawała się tylko do pewnych zastosowań.
Przełom nastąpił w połowie lat 90., gdy Grady Booch (Rational Software), Ivar Jacobson (Objectory AB) oraz James Rumbaugh (General Electric) rozpoczęli wspólnie wzbogacać swoje własne metody elementami kolegów. Chcieli wspólnie opracować zunifikowany (Metoda Boocha, OOSE, OMT) język modelowania. W ten sposób chcieli ustabilizować rynek obiektowy. Oficjalny początek prac nastąpił, gdy Rumbaugh i Jacobson dołączyli do Rational Software. W czerwcu 1996 roku opracowana została dokumentacja wersji 0.9 Unified Method. Utworzono Konsorcjum UML, w które zaangażowali się tacy giganci jak HP, IBM, Oracle i Microsoft. Wynikiem współpracy był UML 1.0, precyzyjny język modelowania. W styczniu 1997 roku UML 1.0 przekazano grupie Object Management Group, która do dzisiaj zajmuje się jego rozwojem.
OMG wypracowała wersje 1.1, 1.2, 1.3, 1.4, 1.4.2 (ta została poddana standaryzacji ISO/IEC 19501) i ostatnią wersję z gałęzi 1.x oznaczoną numerem 1.5. W czerwcu 2005 roku OMG opublikowała UML 2.0 łączący wysiłki ponad stu organizacji (po raz pierwszy zastosowano konwencję dwóch uzupełniających się specyfikacji: Infrastructure i Superstructure, znacznie usprawniono modelowanie dla systemów wbudowanych). Następnie wydała wersje 2.1.1 i 2.1.2 (OMG nigdy nie wydało formalnie UML 2.1). Wersja UML 2.4.1. została znormalizowana (ISO/IEC 19505-1 i 19505-2) w kwietniu 2012 roku. Najnowsza wersja to 2.5.1.

## Metody
UML nie jest metodą samą w sobie, lecz był projektowany dla kompatybilności z wiodącymi obiektowymi metodami rozwoju oprogramowania (na przykład metodą OMT, Boocha, Objectory). Odkąd ewoluował UML, niektóre z tych metod zostały uaktualnione tak, by wykorzystywać nową notację (np. OMT). Powstały też nowe metody na bazie już istniejącego UML. Najbardziej znana jest metoda Rational Unified Process (RUP). Jest jeszcze wiele innych metod opartych na UML, jak metoda abstrakcji (ang. Abstraction Method), Metoda rozwoju systemów dynamicznych (ang. Dynamic Systems Development Method), i inne, zaprojektowane dla zapewnienia bardziej specyficznych rozwiązań, czy osiągania innych celów.

## Diagramy
Dla wersji 2.2 języka UML wyróżnia się 14 diagramów głównych oraz 3 abstrakcyjne (struktur, zachowań i interakcji). Istnieją niestety pewne niejednoznaczności co do stosowanego polskiego tłumaczenia diagramów, np. ang. timing diagram jest tłumaczony jako diagram czasowy, zależności czasowych, harmonogramowania, uwarunkowań czasowych czy diagram przebiegów czasowych.

### Diagramy struktur
- Klas (najczęściej spotykane, ang. class diagram)
- Obiektów (ang. object diagram)
- Komponentów (ang. component diagram)
- Wdrożenia (ang. deployment diagram)

#### UML 2.0
- Struktur złożonych (ang. composite structure diagram)
- Pakietów (ang. package diagram)

#### UML 2.2
- Profili (ang. profile diagram, nowość wprowadzona w UML 2.2)

### Diagramy zachowań
- Czynności (ang. activity diagram)
- Przypadków użycia (ang. use case diagram)

- Maszyny stanów (ang. state machine diagram) (dla UML 1.x Stanów, ang. statechart diagram)
- Interakcji (diagram abstrakcyjny)
  - Komunikacji (ang. communication diagram) (dla UML 1.x Współdziałania, ang. collaboration diagram)
  - Sekwencji (ang. sequence diagram)

#### UML 2.0
- Czasowe (ang. timing diagram)
- Przeglądu interakcji (ang. interaction overview diagram)

W przypadku modelowania biznesowego można korzystać z pewnych modyfikacji wyżej wymienionych diagramów UML, np. diagramu biznesowych przypadków użycia (charakterystyczna cięciwa dla symbolów aktora i przypadku użycia).

### Użycie
W praktyce rzadko kiedy trzeba opracowywać wszystkie diagramy i w większości przypadków korzysta się z mniej niż połowy wyżej wymienionych. Nie powinno modelować się tylko dla samego modelowania, dlatego nie zawsze wszystkie rodzaje są potrzebne.
Projektując system informatyczny, rozpoczyna się przeważnie od tworzenia diagramów w następującej kolejności:
1. Przypadków użycia
2. Sekwencji
3. Klas
4. Czynności

Są to najczęściej wykorzystywane diagramy. Pozostałe bywają pomijane, zwłaszcza przy budowaniu niedużych systemów informatycznych.
UML jest również stosowany do tworzenia modeli architektury korporacyjnej, jednakże obecnie coraz częściej do tego celu wykorzystywany jest inny standard (rozwijany przez The Open Group), tj. język ArchiMate.

## Narzędzia
Są to narzędzia CASE będące de facto implementacją języka UML. Niektóre pozwalają także na inżynierię w przód i inżynierię wstecz dla obiektowych języków programowania.
- Lista narzędzi UML